# Lycée Pierre-de-Fermat
El Lycée Pierre-de-Fermat también llamado simplemente Pierre-de-Fermat, es un instituto de educación secundaria y enseñanza superior público, situado en el Parvis des Jacobins de Toulouse, en las proximidades inmediatas del Capitolio de Toulouse; Ocupa un gran espacio en el centro de la ciudad como el Hôtel de Bernuy. Contigua con el claustro y la iglesia de los jacobinos.
Al inicio del curso 2021, el instituto cuenta con 9 clases de segundo, primer y último curso de una media de 30 alumnos por un total de poco más de 1.800 alumnos, incluidos 950 alumnos de Clases preparatorias a las grandes escuelas (CPGE).

## Exalumnos célebres
- Willy Holt, un diseñador de producción cinematográfica de origen estadounidense, nacionalizado francés en el año 1923
- Georges Pompidou, un político francés, presidente de su país desde 1969 hasta su muerte en 1974
- Marc Saint-Saëns, un decorador mural, pintor, cartonista de tapices y grabador francés
- Khalilou Sall, un político e ingeniero senegalés